# 雲紋軟皮䲁
雲紋軟皮䲁（學名：Chalaroderma capito），為輻鰭魚綱鳚形目䲁科軟皮䲁屬的一種，分布於東南大西洋南非東倫敦的沙丹那灣海域，本魚體延長，呈長橢圓形，側扁，頭部有觸鬚，頭鈍短，體色以褐色為底，身體有5延伸到背鰭的不規則的深褐色條紋與斑點，背鰭硬棘12-14枚、背鰭軟條17-21枚、臀鰭硬棘2枚、臀鰭軟條21-23枚，體長可達20公分，棲息在沿海礁岩區，通常躲在洞穴，一旦遇危險時以倒游方式躲入小洞穴中，僅露出頭部注視敵人，具領域性，雌魚產附著性卵，雄魚有護卵行為。